# Episodi di Legacies (prima stagione)
La prima stagione della serie televisiva Legacies, composta da sedici episodi, è stata trasmessa sul canale statunitense The CW dal 25 ottobre 2018 al 28 marzo 2019.
In Italia, la stagione è stata trasmessa in prima visione su Premium Stories dal 24 aprile al 7 agosto 2019. È andata in onda in chiaro su Italia 1 dal 15 marzo al 7 aprile 2020.
Steven R. McQueen e Zach Roerig di The Vampire Diaries compaiono come guest star.
| n° | Titolo originale                              | Titolo italiano                      | Prima TV USA     | Prima TV Italia |
| -- | --------------------------------------------- | ------------------------------------ | ---------------- | --------------- |
| 1  | This Is the Part Where You Run                | Una scuola per esseri soprannaturali | 25 ottobre 2018  | 24 aprile 2019  |
| 2  | Some People Just Want to Watch the World Burn | Il drago                             | 1º novembre 2018 | 1º maggio 2019  |
| 3  | We're Being Punked, Pedro                     | In punizione                         | 8 novembre 2018  | 8 maggio 2019   |
| 4  | Hope Is Not the Goal                          | La sparizione di Dorian              | 15 novembre 2018 | 15 maggio 2019  |
| 5  | Malivore                                      | Il consiglio studentesco             | 29 novembre 2018 | 22 maggio 2019  |
| 6  | Mombie Dearest                                | Il compleanno delle gemelle          | 6 dicembre 2018  | 29 maggio 2019  |
| 7  | Death Keeps Knocking on My Door               | Il Necromante                        | 13 dicembre 2018 | 5 giugno 2019   |
| 8  | Maybe I Should Start from the End             | Il ritorno di Seylah                 | 24 gennaio 2019  | 12 giugno 2019  |
| 9  | What Was Hope Doing in Your Dreams?           | Il tuo peggior incubo!               | 31 gennaio 2019  | 19 giugno 2019  |
| 10 | There's a World Where Your Dreams Came True   | Esprimi un desiderio!                | 7 febbraio 2019  | 26 giugno 2019  |
| 11 | We're Gonna Need a Spotlight                  | L'unicorno                           | 21 febbraio 2019 | 3 luglio 2019   |
| 12 | There's a Mummy on Main Street                | Una mummia a Main Street             | 28 febbraio 2019 | 10 luglio 2019  |
| 13 | The Boy Who Still Has a Lot of Good to Do     | Stato confusionale                   | 7 marzo 2019     | 17 luglio 2019  |
| 14 | Let's Just Finish the Dance                   | L'angoscia di Hope                   | 14 marzo 2019    | 24 luglio 2019  |
| 15 | I'll Tell You a Story                         | Il rapimento di Landon               | 21 marzo 2019    | 31 luglio 2019  |
| 16 | There's Always a Loophole                     | C'è sempre una scappatoia            | 28 marzo 2019    | 7 agosto 2019   |

## Una scuola per esseri soprannaturali
- Titolo originale: This Is the Part Where You Run
- Diretto da: Chris Grismer
- Scritto da: Julie Plec

### Trama
Hope Mikaelson, dopo la morte dei suoi genitori, è tornata a Mystic Falls, alla scuola per ragazzi dotati di poteri speciali, gestita da Alaric Saltzman e Caroline Forbes: la Salvatore Boarding School. Lì, oltre a seguire le lezioni come una normale studentessa, aiuta il preside a rintracciare altri ragazzi con poteri soprannaturali. Ed è proprio in questo modo che incontra Landon e Rafael. I due ragazzi, entrambi orfani, vivono ad Atlanta presso una famiglia affidataria. Quando Rafael attiva senza saperlo il gene della licantropia, causando l'incidente stradale che porta alla morte della sua fidanzata Cassie, i genitori adottivi pensano che sia posseduto e si rivolgono a un prete esorcista. Proprio mentre il ragazzo si trova in chiesa, arrivano Hope e Alaric che lo salvano e portano con loro anche Landon. I ragazzi vengono accompagnati alla Salvatore Boarding School, dove scoprono l'esistenza del mondo soprannaturale: l'istituto è frequentato da vampiri, licantropi e streghe. Le figlie di Alaric, le gemelle Josie e Lizzie, fanno da guida a Rafael, mentre Landon, essendo un semplice umano, non può rimanere nella scuola, nonostante desideri restare accanto all'amico. Alaric chiede a un suo studente vampiro, Milton Greasley detto MG, di utilizzare la compulsione per fargli dimenticare ciò che ha vissuto a scuola, ma non funziona: è possibile che abbia assunto della verbena, quindi resta all'istituto per un altro giorno. Landon e Hope passano del tempo insieme e infine si scambiano un romantico bacio. Il giorno dopo MG usa nuovamente la compulsione su Landon, che se ne va, ma il ragazzo sottrae un pugnale appartenente all'istituto: sembra che la compulsione non abbia funzionato. Hope, arrabbiata con Landon, decide di rintracciarlo, quindi lei e Josie usano la magia nera e lo trovano su un autobus diretto fuori dallo stato. Quando Hope e Alaric arrivano sul luogo insieme a Matt, Landon è già scomparso e al suo posto trovano tutti i passeggeri dell'autobus completamente carbonizzati.
- Special guest star: Zach Roerig (Sceriffo Matt Donovan).
- Guest star: Demetrius Bridges (Dorian Williams), Lulu Antariksa (Penelope Park).
- Altri interpreti: Lorraine Rodriguez-Reyes (Maria Gonzales), Tony Guerrero (Hector Gonzales), Jose Miguel Vasquez (Prete), Victoria Carey (Landon Kirby da bambino).
- Ascolti USA: telespettatori 1 120 000 – share (18–49 anni) 1%[6]

## Il drago
- Titolo originale: Some People Just Want to Watch the World Burn
- Diretto da: Michael A. Allowitz
- Scritto da: Brett Matthews e Julie Plec

### Trama
Josie e Lizzie si preparano alla partita di football tra la Salvatore Boarding School e la Mystic Falls High School, con l’obiettivo di perdere per non rivelare i propri poteri. Mentre Alaric, Hope e Rafael sono alla ricerca di Landon, le gemelle devono gestire da sole squadra e tensioni. Hope viene rimproverata per aver usato magia nera per localizzare Landon, ma si prende la colpa per proteggere Josie. Lizzie, esasperata dalle provocazioni, decide di ignorare le regole e Penelope propone di vincere senza usare i poteri. Intanto Hope e Rafael trovano Landon nascosto in un capanno: il ragazzo afferma di non ricordare perché ha preso il pugnale e che la vera responsabile delle morti sull’autobus è una donna che sputa fuoco. Alaric la incontra nel bosco e fugge, scoprendo poi con Dorian che si tratta di un drago. Hope la indebolisce con la magia oscura e Alaric la uccide. Josie, per evitare la vittoria, usa un incantesimo che fa perdere la squadra. Lizzie colpisce Dana e scoppia una rissa. Alaric capisce che Hope aveva preparato la magia per uccidere Landon per vendetta e la rimprovera, ricordandole che non merita di morire. Quando recuperano il pugnale, scoprono che Landon e Rafael sono fuggiti.
- Guest star: Karen David (Emma Tig), Lulu Antariksa (Penelope Park), Lauren Ridloff (Drago), Demetrius Bridges (Dorian Williams), Chris Lee (Kaleb).
- Altri interpreti: Sam Ashby (Connor), Katie Garfield (Dana Lilien), Cheetah Platt (Gargoyle).
- Ascolti USA: telespettatori 1 130 000 – share (18–49 anni) 2%[7]

## In punizione
- Titolo originale: We're Being Punked, Pedro
- Diretto da: Carol Banker
- Scritto da: Julie Plec e Sherman Payne

### Trama
Nel XIV secolo in Francia, due stregoni vengono uccisi da un gargoyle che cerca un pugnale. Alaric punisce le figlie e gli studenti coinvolti nella rissa alla partita di football, assegnando loro servizi sociali a Mystic Falls. Josie si allontana da Lizzie, che la accusa della rissa, mentre si avvicina a Hope, che ha nascosto il suo uso di magia nera. Lizzie, arrabbiata, si rifugia in giardino con Pedro, ma vengono attaccati dal gargoyle; Lizzie lo ferisce con un incantesimo. Landon e Rafael attirano un cacciatore di licantropi, eliminato da Jeremy. Emma protegge gli studenti con un incantesimo di invisibilità. MG sorprende Kaleb mentre si nutre di Dana e cancella la sua memoria. Josie e Hope tornano di nascosto a scuola, dove distruggono il gargoyle con Alaric. Josie si riappacifica con Lizzie, ma poi torna ostile con Hope, incapace di accettare il rischio corso da suo padre. Landon e Rafael rientrano alla scuola scortati da Jeremy, mentre Dana e Sasha, nel tentativo di uno scherzo, vengono attaccate da un nuovo mostro.
- Special guest star: Steven R. McQueen (Jeremy Gilbert).
- Guest star: Demetrius Bridges (Dorian Williams), Chris Lee (Kaleb), Karen David (Emma Tig).
- Altri interpreti: Sam Ashby (Connor), Katie Garfield (Dana Lilien), Cheetah Platt (Gargoyle), Reznor Malaiik Allen (Pedro), Selah Austria (Sasha Stoteraux), Franco Castan (Stregone coraggioso), Juan Pablo Gamboa (Stregone nervoso), Candace West (Ragazza scettica), Anthony Triceri (Fedora).
- Ascolti USA: telespettatori 1 090 000 – share (18–49 anni) 1%[8]

## La sparizione di Dorian
- Titolo originale: Hope Is Not the Goal
- Diretto da: Chris Grismer
- Scritto da: Brett Mathews (soggetto); Bryce Ahart e Stephanie McFarlane (sceneggiatura)

### Trama
Matt e Alaric chiedono agli studenti di Mystic Falls di aiutare a ritrovare Dana e Sasha, scomparse la notte prima. La squadra investigativa composta da Lizzie, Hope, Kaleb, MG e Landon si reca alla Mystic Falls High School e si divide per indagare. Scoprono che Dana è stata uccisa da un morso di vampiro, e MG rivela di aver visto Kaleb nutrirsi di lei. Lizzie accusa Kaleb, ma Dana riappare viva per poi morire e dissolversi. I sospetti ricadono su Landon, il cui passato è misterioso. Nel frattempo, Rafael si scontra con l’alfa Jed e, con Josie, trova Sasha imprigionata in una ragnatela gigante; anche loro restano intrappolati. MG capisce che un ragno gigante è il colpevole e il gruppo lo affronta, scoprendo che il ragno aveva ucciso Connor assumendone l’identità. Josie libera Rafael baciandolo, attingendo alla sua magia. Seguendo un incantesimo con la pelle di Connor, il gruppo distrugge il ragno. Kaleb confessa le sue abitudini e viene incarcerato. MG fa dimenticare tutto a Sasha e la riporta a casa. Rafael si unisce al branco. Alaric rimprovera le figlie per il rischio corso, ma Josie chiede più libertà per gli studenti. Intanto Dorian, con il pugnale, viene attaccato da un nuovo mostro.
- Special guest star: Zach Roerig (Sceriffo Matt Donovan).
- Guest star: Chris Lee (Kaleb), Ben Levin (Jed), Demetrius Bridges (Dorian Williams).
- Altri interpreti: Sam Ashby (Connor), Katie Garfield (Dana Lilien), Selah Austria (Sasha Stoteraux), Brooklyn Summers (Jill), Brook Sill (Ragazza con la sciarpa), Laken B. Giles (Cheerleader con il codino).
- Ascolti USA: telespettatori 1 080 000 – share (18–49 anni) 1%[9]

## Il consiglio studentesco
- Titolo originale: Malivore
- Diretto da: Michael Karasick
- Scritto da: Thomas Brandon e Penny Cox

### Trama
Nel rifugio di Dorian una Driade viene imprigionata e Alaric viene avvertito. Alla Salvatore Boarding School, Alaric istituisce un consiglio studentesco con un vampiro, un licantropo e una strega; MG si candida per liberare Kaleb. Hope verifica che Landon non ha poteri né origini magiche. La campagna elettorale di Lizzie si complica. La Driade vuole il suo amato vampiro Oliver, rintracciato ma ignora lei. Landon confessa a Hope di aver rubato un pugnale senza capire perché. Il consiglio decide se accettare Landon; Rafael cerca appoggi ma viene sfidato e spodestato l’alfa Jed. Rafael, Josie e Kaleb vincono le elezioni. La Driade viene uccisa da Dorian rivelando che l’oscurità che spinge i mostri a cercare il pugnale è Malivore. Lizzie, ferita da Penelope, si consola con Rafael, con cui finisce per stare. Hope e Landon si baciano prima che lui parta per New Orleans.
- Guest star: Amy Manson (Driade), Demetrius Bridges (Dorian Williams), Karen David (Emma Tig), Lulu Antariksa (Penelope Park), Ben Levin (Jed), Andreas Damm (Oliver), Chris Lee (Kaleb).
- Altri interpreti: Sailor Larocque (Strega).
- Ascolti USA: telespettatori 1 010 000 – share (18–49 anni) 1%[10]

## Il compleanno delle gemelle
- Titolo originale: Mombie Dearest
- Diretto da: Geoffrey Wing Shotz
- Scritto da: Marguerite MacIntyre

### Trama
Mentre Alaric parla con Caroline, la sua defunta moglie Josette ritorna misteriosamente in vita. Sconvolto, Alaric sceglie di interrogarla anziché ucciderla. Lizzie e Josie, informate da Penelope che Caroline non tornerà, riconoscono Jo come madre biologica. Hope si riconcilia con Rafael e si preparano per il ballo, ma Penelope intrappola Hope e Rafael con un incantesimo. Josie è felice di conoscere Jo, mentre Lizzie mantiene le distanze. Al ballo MG prova a confessare a Lizzie, interrotta da Rafael che le dice di non ricambiare. Josie viene aggredita da Jo posseduta, che la seppellisce viva. Alaric è costretto a cedere il pugnale, ma Dorian lo aveva nascosto. Hope, Penelope e MG affrontano zombie e salvano Josie grazie a un ciondolo. Jo chiede alle figlie di assorbire la sua magia e sparisce. Penelope bacia Josie, Hope e Rafael ballano per l’ultima volta. Alaric incontra il Necromante, responsabile del risveglio di Jo e degli zombie.
- Guest star: Jodi Lyn O'Keefe (Jo Laughlin), Demetrius Bridges (Dorian Williams), Karen David (Emma Tig), Lulu Antariksa (Penelope Park), Ben Geurens (Il Necromante).
- Altri interpreti: Fray Forde (DJ).
- Ascolti USA: telespettatori 1 180 000 – share (18–49 anni) 2%[11]

## Il Necromante
- Titolo originale: Death Keeps Knocking on My Door
- Diretto da: Angela Gomes
- Scritto da: Julie Plec

### Trama
Durante la Giornata della Memoria, il Necromante viene rinchiuso e Cassie, fidanzata morta di Rafael, torna in vita grazie a lui. Alaric, provato, si rifugia nell’alcool. Il Necromante rivela a Hope che lui e le creature che cercavano il pugnale sono state dimenticate dalla storia e mostra il simbolo della morte definitiva inciso dalla Driade. Hope, aiutata da MG, entra nella mente del Necromante, scoprendo che il pugnale è una delle tre chiavi che, unite a Malivore, scateneranno un orrore. Rafael confessa a Cassie la verità sulla sua morte. Cassie, controllata dal Necromante, consegna il pugnale a una strega Bennett che lo invia a Malivore. MG scopre che per essere forte deve bere sangue umano, ma perde il controllo e viene salvato da Dorian. Il Necromante, dopo aver completato il suo compito, muore in pace, dicendo a Hope che Klaus veglia su di lei. Hope riceve un segnale di pericolo dal bracciale che la collega a Landon.
- Guest star: Erinn Westbrook (Cassie), Ben Geurens (Il Necromante), Demetrius Bridges (Dorian Williams), Chris Lee (Kaleb).
- Altri interpreti: Sherri Daye Scott (Strega Bennett).
- Ascolti USA: telespettatori 1 050 000 – share (18–49 anni) 1%[12]

## Il ritorno di Seylah
- Titolo originale: Maybe I Should Start from the End
- Diretto da: Nathan Hope
- Scritto da: Brett Matthews

### Trama
Hope parte alla ricerca di Landon, accompagnata da Alaric. Landon incontra sua madre Seylah in Kansas, che lo droga e lo lega in casa, mentre lui avvisa Hope con il bracciale. Seylah racconta di lavorare per un’organizzazione che nasconde il soprannaturale con un pozzo nero, Malivore, dove i mostri vengono cancellati dalla memoria collettiva. Landon ruba senza saperlo un’urna, seconda chiave per Malivore. Dopo essere seguiti dal mostro, scoprono la base della "Triad Industries" in Georgia. Seylah si sacrifica gettandosi in Malivore per proteggere Landon, facendosi dimenticare da tutti. Tornati a scuola, Landon diventa studente e fidanzato di Hope, che ricorda tutto. Clarke, agente Triad, si mette sulle tracce di Landon.
- Guest star: Ayelet Zurer (Seylah Chelon), Nick Fink (Ryan Clarke).
- Altri interpreti: Ja'don Christian (Uomo ombra), Cheetah Platt (Tritone), David Calhoun (Guardia di sicurezza 1), Stephen Ruffin (Guardia di sicurezza 2), Ron Fallica (Tecnico della Triad).
- Ascolti USA: telespettatori 1 010 000 – share (18–49 anni) 1%[13]

## Il tuo peggior incubo!
- Titolo originale: What Was Hope Doing in Your Dreams?
- Diretto da: Darren Grant
- Scritto da: Penny Cox

### Trama
Alle Triad Industries, Clarke ruba fascicoli su Seylah, madre di Landon. Alla Salvatore Boarding School, una misteriosa donna invade i sogni degli studenti, facendoli affrontare le paure reali. Alaric evacua gli studenti più giovani e insicuri. Landon scopre che la minaccia è un demone del sonno, non una strega. Hope organizza un piano: nel sogno il demone chiede dove si trovi l’urna, ma Landon dà una falsa informazione. Il demone si materializza e viene ucciso da Hope. Rafael si allontana da Hope, innamorato di lei, mentre Landon dichiara il suo amore. Clarke scopre che i genitori adottivi di Rafael e Landon percepiscono ancora assegni governativi, pur non avendo più la custodia.
- Guest star: Chris Lee (Kaleb), Nick Fink (Ryan Clarke).
- Altri interpreti: Reznor Malaiik Allen (Pedro), Douglas Tait (Oneiroi), Joy Goodman (Strega della Notte), Sir Brodie (Guardia di sicurezza della Triad), Stephan Jones (Kurt), Sharon Freedman (Insegnante), Tony Guerrero (Hector Gonzales), Lorraine Rodriguez-Reyes (Maria Gonzales).
- Ascolti USA: telespettatori 1 010 000 – share (18–49 anni) 1%[14]

## Esprimi un desiderio!
- Titolo originale: There's a World Where Your Dreams Came True
- Diretto da: John Hyams
- Scritto da: Brett Matthews e Josh Schaer

### Trama
Lizzie e Josie tornano in Europa con Caroline; Lizzie, arrabbiata con Alaric che ignora lei e Josie per Hope, incontra Ablah, un jinn che esaudisce desideri. Desidera una realtà senza Hope alla Salvatore Boarding School. Il mattino dopo, Alaric e Josie non ricordano Hope; Lizzie nota la scuola in rovina senza la donazione di Klaus. Seguendo un mappamondo incantato, trovano Hope a New Orleans, vampira sanguinaria, e la convincono a tornare. Lizzie desidera allora che la scuola non sia mai esistita e si ritrova alla Mystic Falls High, dove Josie è popolare, Lizzie esclusa, e Alaric un insegnante infelice. Dopo una crisi di Josie, arriva Hope con la Mikaelson School che salva la situazione. Lizzie, ribelle, desidera di nuovo che Hope non esista, risvegliandosi fuggitiva alla scuola ora dominata da Klaus e Caroline. Scopre l’imminente Fusione con Josie e, spaventata, uccide la sorella. Ablah spiega la sua prigionia in Malivore e propone uno scambio per l’urna. Lizzie annulla il desiderio di Ablah di incontrare il mostro, riacquista la memoria e fa pace con Josie e Alaric, mentre affronta i suoi disagi con Pedro.
- Guest star: Riann Steele (Ablah), Ben Levin (Jed), Chris Lee (Kaleb), Lulu Antariksa (Penelope Park).
- Altri interpreti: Sam Ashby (Connor), Katie Garfield (Dana Lilien), Reznor Malaiik Allen (Pedro), Bryan Gael Guzman (Luis).
- Ascolti USA: telespettatori 1 150 000 – share (18–49 anni) 2%[15]

## L'unicorno
- Titolo originale: We're Gonna Need a Spotlight
- Diretto da: Barbara Brown
- Scritto da: Thomas Brandon e Penny Cox

### Trama
Una larva cade da un unicorno e infetta Hope, che partecipa al talent show della Salvatore Boarding School con entusiasmo. Alaric vuole rinviare l’evento, ma le figlie insistono. Josie, infettata da Hope, rivoluziona la performance delle streghe, suscitando gelosia in Lizzie, che si comporta stranamente. Hope scopre la larva e, con Dorian e Landon, capisce come fermare il mostro. Al talent show Rafael confessa i suoi sentimenti per Hope e incita gli studenti a prendere l’urna, ma Hope e Landon li rinchiudono. Dopo aver liberato Lizzie e Josie dalla larva con l’aiuto di un bracciale e un incantesimo, il talent show prosegue e termina con la vittoria delle streghe. Landon canta per Hope, mentre Alaric, controllato dalla larva, getta l’urna in un fiume.
- Guest star: Demetrius Bridges (Dorian Williams), Lulu Antariksa (Penelope Park), Karen David (Emma Tig), Chris Lee (Kaleb).
- Altri interpreti: Shakirah Demesier (Insegnante di guarigione).
- Ascolti USA: telespettatori 710 000 – share (18–49 anni) 1%[16]

## Una mummia a Main Street
- Titolo originale: There's a Mummy on Main Street
- Diretto da: Julie Plec
- Scritto da: Marguerite MacIntyre e Sherman Payne

### Trama
Manipolato dalla larva, Alaric segue il fiume e incontra strani fenomeni legati a un altro mostro che cerca l’urna. Durante lo spring break, con Dorian, Emma, Hope, Josie, Lizzie e Kaleb, fingono una vacanza vicino a Maple Hollows. Dorian trova l’urna, ma una mummia la ruba e scatena un’invasione di insetti. La Triad convince Alaric a usare Kaleb per far dimenticare l’evento. Josie incenerisce la mummia; il talismano rigenera il mostro, ma viene sottratto e reso innocuo da Josie e Lizzie, che distruggono la creatura. La Triad prende in ostaggio Emma e Dorian, obbligando Alaric a cedere l’urna. Hope rivela a Lizzie che Josie diede fuoco alla stanza di quest’ultima per nascondere i propri sentimenti per Hope. Clarke getta l’urna in Malivore: resta un’ultima chiave da trovare.
- Guest star: Demetrius Bridges (Dorian Williams), Karen David (Emma Tig), Chris Lee (Kaleb), Nick Fink (Ryan Clarke).
- Altri interpreti: Cheetah Platt (Mummia), Lance Huff Jr. (Uomo della decontaminazione), Alice Raver (Guardia ufficiosa), Max Bickelhaup (Leader del gruppo), KB Holland (Tecnico prove), Zuri James (Guardia di sicurezza).
- Ascolti USA: telespettatori 870 000 – share (18–49 anni) 2%[17]

## Stato confusionale
- Titolo originale: The Boy Who Still Has a Lot of Good to Do
- Diretto da: Paul Wesley
- Scritto da: Mark Ryan Walberg (soggetto); Bryce Ahart e Stephanie McFarlane (sceneggiatura)

### Trama
Durante lo spring break, Landon, Rafael e MG scompaiono misteriosamente e non sono rintracciabili nemmeno con un incantesimo di localizzazione. Hope e Alaric ritrovano Rafael in stato confusionale, già tornato alla forma umana nonostante il plenilunio. Emma diagnostica una psicosi lunare: un trauma emotivo ha interrotto la trasformazione da lupo a uomo. Rafael rivela che Penelope lanciò un incantesimo di occultamento su loro tre, impedendo che venissero trovati. Attraverso dei flashback si scopre che Landon convinse MG e Rafael a passare le vacanze a casa sua. Nella città natale, MG tenta di riallacciare i rapporti col padre, candidato sindaco e fervente cristiano, ma il rifiuto del genitore per la sua natura vampirica lo ferisce profondamente. MG lo obbliga con la compulsione a dimenticare la conversazione. Nel bosco, Landon incatena Rafael per proteggerlo durante la trasformazione, ma MG, arrabbiato con lui per quanto accaduto col padre, lo aggredisce. In preda alla sete, MG morde Landon e lo uccide. Rafael, sconvolto, si trasforma e morde MG, infettandolo con il suo veleno letale per i vampiri.
Hope, Alaric e Kaleb ritrovano MG, che guarisce grazie al sangue di Hope. MG, colmo di rimorso, assiste insieme agli altri alla combustione del corpo di Landon. Alaric comprende che Landon è come una fenice: dalle ceneri rinasce, sotto gli occhi increduli di tutti.
- Guest star: Chris Lee (Kaleb), Karen David (Emma Tig), Erica Ash (Veronica Greasley), Christopher B. Duncan (Terrance Greasley).
- Ascolti USA: telespettatori 810 000 – share (18–49 anni) 1%[18]

## L'angoscia di Hope
- Titolo originale: Let's Just Finish the Dance
- Diretto da: Geoffrey Wing Shotz
- Scritto da: Sherman Payne

### Trama
Clarke cattura una creatura soprannaturale, Nia, una Gorgone, ma invece di gettarla in Malivore, la manda alla Salvatore Boarding School con l’ordine di catturare Landon. Nel frattempo MG è ancora tormentato dai sensi di colpa per ciò che ha fatto, mentre Veronica arriva per portarlo via dall’istituto. Lizzie ricorda  ad Alaric la promessa di patrocinare il concorso di Miss Mystic Falls. Lei e Josie decidono di partecipare, ispirate da Caroline, vincitrice in passato. Josie dovrà perdere di proposito per lasciare la vittoria a Lizzie.
Quando Lizzie scopre che una dei giudici è la madre di Dana (sua vecchia rivale), si ritira. Così spinge Hope a partecipare al suo posto, la istruisce e le regala l’abito da sera appartenuto a Caroline. Hope, però, fatica a controllare la sua magia e Lizzie la porta nel bosco affinché possa sfogarsi. Intanto Penelope, grazie a un incantesimo sulle penne usate all’istituto, scopre e rivela a Landon un segreto: Hope non gli ha mai detto che sua madre è stata risucchiata da Malivore, cancellando ogni suo ricordo. Durante il concorso, Landon si sente tradito e lascia Hope, ma Roman prende il suo posto. Josie, fedele al piano, si autoelimina dalla gara. Nel frattempo, Nia pietrifica Veronica e Alaric: MG la neutralizza con una campana di bronzo, salvando entrambi. Hope, eletta Miss Mystic Falls, rischia di perdere il controllo dei suoi poteri sopraffatta dall'emozione per l’abito, un tempo appartenuto a suo padre Klaus Mikaelson. Lizzie la calma con un abbraccio e la invita a lasciarsi andare al pianto. MG convince Veronica a lasciarlo restare all’istituto. Penelope, in partenza per una scuola di sole streghe, rivela a Josie che Alaric non ha mai parlato della Fusione, rito in cui solo una tra le due gemelle sopravvivrà. Per questo l’aveva sempre spinta a competere con Lizzie. Hope comprende i propri errori e vuole rimediare con Landon, ma Veronica, rivelatasi membro della Triad, lo rapisce e lo porta al loro quartier generale.
- Guest star: Nick Fink (Ryan Clarke), Jedidiah Goodacre (Roman Sienna), Erica Ash (Veronica Greasley), Lulu Antariksa (Penelope Park), Joi Liaye (Nia).
- Altri interpreti: Tanya Christiansen (Vera Lilien), Selah Austria (Sasha Stoteraux), Levi Gallagher (Bambino).
- Ascolti USA: telespettatori 960 000 – share (18–49 anni) 1%[19]

## Il rapimento di Landon
- Titolo originale: I'll Tell You a Story
- Diretto da: Tony Solomons
- Scritto da: Thomas Brandon

### Trama
Landon è costretto a lasciare un messaggio alla segreteria della Salvatore Boarding School, fingendo di essere in campeggio e chiedendo di salutare Rafael e Jed, cosa che insospettisce Hope, conoscendo i rapporti tesi tra lui e Jed. Josie, intanto, prende le distanze da Lizzie e cerca notizie sulla Fusione, ma tutte le pagine dedicate nei volumi dell’istituto risultano strappate. Hope, desiderosa di aiutarle a riappacificarsi, si rivolge a Freya Mikaelson per saperne di più sul rito. Rafael fatica a controllare la rabbia e aggredisce Alaric, per poi pentirsene. Emma, preoccupata, si prende una pausa, ricordando ad Alaric che lui è solo un umano in mezzo a creature soprannaturali. Lizzie suggerisce a Hope di contattare Landon attraverso un prisma magico per proiettare un’astrale e chiedergli scusa. Hope si apre: ammette di averlo manipolato per paura di perderlo, e che lo ama.
Alla Triad, Clarke libera Landon e gli racconta l’origine di Malivore: mille anni prima, un vampiro, una strega e un licantropo crearono dal fango un golem magico per proteggere gli umani dai mostri. Ma Malivore, assimilando le creature, divenne senziente. I creatori cercarono di eliminarlo, ma furono uccisi dagli umani che lui aveva protetto. Clarke rivela di essere uno dei figli artificiali di Malivore, che li rifiutò perché incapaci di generare. Solo Landon, nato da Seylah dopo essere stata gettata nella pozza, è il "figlio perfetto": immortale e fertile.
Clarke spiega che le tre chiavi magiche possono ridare corpo a Malivore, e solo Landon può riconoscerle. Inoltre, la Triad sta studiando Malivore per creare armi in grado di eliminare streghe, vampiri e licantropi. Clarke vuole fermarli e salvare la scuola. Nel frattempo, Freya rivela a Hope i dettagli del rito della Fusione, spingendola a obbligare Alaric a dire la verità alle figlie. Josie e Lizzie hanno un violento confronto: Josie accusa la sorella di egocentrismo, mentre Lizzie ribatte che Josie ha sempre evitato di emanciparsi. Le due usano la magia l’una contro l’altra e Josie prevale, dimostrando un potere superiore. Alaric infine rivela loro il segreto della congrega Gemini: al compimento dei 22 anni, solo una delle due sopravvivrà alla Fusione. Caroline è in viaggio costante nel tentativo di trovare un'alternativa.
Alaric si riconcilia con Dorian, che torna a lavorare alla scuola. Su richiesta di Hope, Roman ascolta il messaggio vocale lasciato da Landon e, grazie al suo udito di vampiro, rileva rumori sospetti. Hope capisce così che è stato rapito dalla Triad. Dopo un confronto con Rafael, che ammette i suoi sentimenti per lei, Hope lo allontana e gli regala un anello lunare che permette la trasformazione controllata, ma solo da lei reversibile. Nell'ultima scena, gli agenti della Triad irrompono alla Salvatore Boarding School.
- Guest star: Nick Fink (Ryan Clarke), Erica Ash (Veronica Greasley), Jedidiah Goodacre (Roman Sienna), Ben Levin (Jed), Karen David (Emma Tig), Demetrius Bridges (Dorian Williams), Rodney Rowland (Burr).
- Altri interpreti: Douglas Tait (Malivore), Brahmikha Anchala (Vampiro anziano), Martin Aramayo (Licantropo anziano), Natalie Karp (Strega anziana), Shante DeLoach (Drago), Julian Horton (Vampiro spavaldo).
- Ascolti USA: telespettatori 1 000 000 – share (18–49 anni) 1%[20]

## C'è sempre una scappatoia
- Titolo originale: There's Always a Loophole
- Diretto da: Mary Lou Belli
- Scritto da: Brett Matthews

### Trama
Proprio mentre Hope, Josie, Lizzie, Jed, Kaleb e MG stanno per partire per salvare Landon, gli agenti della Triad, guidati da Burr, irrompono nella Salvatore Boarding School. Bloccano la magia con un oggetto nascosto nei tunnel sotterranei. Veronica, membro dell'organizzazione, lo mostra a MG, ma il ragazzo la neutralizza con una pistola sedativa. Hope, Josie e Lizzie trovano nell’ufficio di Alaric il cellulare della scuola, contattano lui e Dorian, e scoprono anche l’Ascendente, reso visibile dal blocco magico.
Nel frattempo, Landon e Clarke raggiungono un deposito segreto della Triad dove è custodita la terza chiave. Sebbene Landon voglia opporsi al fratello, l’oggetto reagisce a lui per istinto, come già accaduto con il pugnale e l’urna. Clarke gli rivela che Malivore, una volta completo, prenderà possesso del suo corpo. Il Cavaliere senza testa, creatura inviata da Malivore, cattura Landon e prende la chiave. A scuola, Burr spara a Hope e Josie con proiettili forgiati nel fango di Malivore: solo Josie viene ferita gravemente. Le tre ragazze vengono rinchiuse ma, incoraggiandosi a vicenda, consolidano la loro amicizia. MG le libera, e Hope corre nei tunnel dove incontra Alaric. Insieme disattivano l’oggetto magico (proveniente dai Viaggiatori), recuperando così i poteri.
Hope affronta e uccide il Cavaliere senza testa, salvando Landon e dichiarandogli il suo amore. Intanto gli studenti riprendono il controllo della scuola, Rafael combatte trasformandosi grazie all’anello magico e Nia pietrifica Burr. Hope salva Josie con il proprio sangue, immune al veleno di Malivore. Veronica si scusa con MG e gli rivela che la loro famiglia serve la Triad da generazioni.
Alaric confessa che l’oggetto magico apparteneva a lui, ideato per fermare gli studenti in caso di emergenza, con il consenso dei genitori, tra cui Veronica. Lascia poi al consiglio studentesco la decisione sulla sua permanenza come preside. Intanto, Clarke getta la terza chiave in Malivore, che inizia a riacquistare consistenza. Hope, capendo che è l’unica creatura in grado di distruggerlo – essendo l’ibrido perfetto di vampiro, strega e licantropo – decide di sacrificarsi.
Dopo aver rivelato i suoi poteri unici e il motivo per cui ricordava Seylah, era immune ai proiettili e poteva guarirli, Hope si getta nella pozza oscura insieme a Clarke, obbligandolo con la magia. Malivore viene annientato, ma Hope scompare dalla memoria collettiva. Landon risorge grazie ai suoi poteri, Alaric cancella ogni traccia della ragazza. Ma con Hope svanita, Rafael, legato all’anello magico, è condannato a restare per sempre nella forma di lupo.
- Guest star: Demetrius Bridges (Dorian Williams), Joi Liaye (Nia), Chris Lee (Kaleb), Ben Levin (Jed), Rodney Rowland (Burr), Nick Fink (Ryan Clarke), Erica Ash (Veronica Greasley).
- Altri interpreti: Reznor Malaiik Allen (Pedro), Dave Pileggi (Agente), Aaliyah Lewis (Strega), Justin Torrence (Guardia della Triad).
- Ascolti USA: telespettatori 930 000 – share (18–49 anni) 2%[21]